# 早剛史
早 剛史（はや つよし、本名：早 剛史、1977年（昭和52年）8月12日 - ）は、日本の実業家。株式会社ファンアプリの代表取締役社長。

## 来歴
有限会社カラーズコレクション設立（2007年に株式会社化）、2009年（平成21年）7月、㈱美人時計の代表取締役に就任から専務取締役に降格を経て、株式会社ファンアプリの代表取締役社長を務める。

### 略歴
- 2007年（平成19年）1月 - ㈱カラーズホールディングスに組織変更し、代表取締役に就任
- 2009年（平成21年）7月 - ㈱美人時計、代表取締役に就任
- 2010年（平成22年）4月 - ㈱美人時計、代表取締役に退任、専務取締役に就任
- 2011年（平成23年）2月 - オールクーポンジャパン株式会社、執行役員就任
- 2011年（平成23年）7月 - 株式会社Fan Appli 代表取締役就任